# Герреро, Юлен
Ю́лен Герре́ро Ло́пес (баск. и исп. Julen Guerrero López; род. 7 января 1974, Португалете, Страна Басков) — баскский футболист, выступал на протяжении всей карьеры за клуб «Атлетик Бильбао». С 2022 года — тренер юношеской сборной Испании до 19 лет.

## Карьера игрока

### Клубная карьера
В возрасте 8 лет Юлен был принят в спортивную школу «Атлетика». Благодаря прогрессу, достигнутому в молодёжной команде, Герреро был приглашён в главную команду. Проведя несколько матчей в качестве запасного, игрок отправился в резервную команду, в составе которой выступал во втором дивизионе.
Шестого сентября 1992 года Юлен дебютировал за «Атлетик Бильбао».во встрече против «Кадиса» Он быстро адаптировался в основной команде и забил 28 мячей за первые два сезона. В 1993 году, Герреро получил звание лучшего молодого игрока, по версии авторитетных газет «Don Balón» и «El País». В сезоне 1993/94, футболист проявил свои бомбардирские качества, отметившись хет-триком в ворота «Альбасете» и покером во встрече со «Спортингом». А уже в 1994 году Юлен был признан футболистом года.
Успехи Герреро на футбольном поприще, вызвали огромный интерес к игроку со сторону ведущих клубов Европы. Среди претендентов на футболиста числись «Реал Мадрид», «Барселона», «Атлетико Мадрид», «Лацио», «Ювентус» и «Манчестер Юнайтед». Однако он остался верен «Атлетику», и подписал в 1995 году соглашение с клубом, сроком на 12 лет. Данный контракт стал самым продолжительным за всю историю клуба и сделал Юлена самым высокооплачиваемым игроком в команде.
В сезоне 1997/98 Юлен достиг главного успеха в своей карьере. Вместе с «Атлетиком» он завоевал второе место в чемпионате Испании и получил право выступать в Лиге чемпионов. Но в последующих сезонах его карьера пошла на спад и в 2002 году был отправлен на скамейку запасных главным тренером Луисом Фернандесом. Всего за 4 последних сезона в своей карьере Герреро провёл 56 встреч, в которых отличился 4 раза. Несмотря на плохие выступления, Юлен оставался любимцем болельщиков.
11 июля 2006 года, на специально созванной пресс-конференции, Герреро объявил о завершении карьеры.

#### Клубная статистика
| Клуб                       | Сезон                      | Чемпионат | Чемпионат | Кубок | Кубок | Лига Чемпионов | Лига Чемпионов | Кубок УЕФА | Кубок УЕФА | Кубок Интертото | Кубок Интертото | Итого | Итого |
| Клуб                       | Сезон                      | Игры      | Голы      | Игры  | Голы  | Игры           | Голы           | Игры       | Голы       | Игры            | Голы            | Игры  | Голы  |
| -------------------------- | -------------------------- | --------- | --------- | ----- | ----- | -------------- | -------------- | ---------- | ---------- | --------------- | --------------- | ----- | ----- |
| Бильбао Атлетик            | 1991/92                    | 12        | 6         | —     | —     | —              | —              | —          | —          | —               | —               | 12    | 6     |
| Всего за «Бильбао Атлетик» | Всего за «Бильбао Атлетик» | 12        | 6         | 0     | 0     | 0              | 0              | 0          | 0          | 0               | 0               | 12    | 6     |
| Атлетик Бильбао            | 1992/93                    | 37        | 10        | —     | —     | —              | —              | —          | —          | —               | —               | 37    | 10    |
| Атлетик Бильбао            | 1993/94                    | 36        | 18        | 4     | 3     | —              | —              | —          | —          | —               | —               | 40    | 21    |
| Атлетик Бильбао            | 1994/95                    | 27        | 13        | 2     | 1     | —              | —              | 4          | 2          | —               | —               | 33    | 16    |
| Атлетик Бильбао            | 1995/96                    | 33        | 9         | 6     | 1     | —              | —              | —          | —          | —               | —               | 39    | 10    |
| Атлетик Бильбао            | 1996/97                    | 38        | 15        | 5     | 1     | —              | —              | —          | —          | —               | —               | 43    | 16    |
| Атлетик Бильбао            | 1997/98                    | 29        | 8         | 3     | 0     | —              | —              | 1          | 0          | —               | —               | 33    | 8     |
| Атлетик Бильбао            | 1998/99                    | 36        | 9         | 2     | 1     | 8              | 2              | —          | —          | —               | —               | 46    | 12    |
| Атлетик Бильбао            | 1999/00                    | 32        | 6         | 3     | 0     | —              | —              | —          | —          | —               | —               | 35    | 6     |
| Атлетик Бильбао            | 2000/01                    | 27        | 4         | 2     | 0     | —              | —              | —          | —          | —               | —               | 29    | 4     |
| Атлетик Бильбао            | 2001/02                    | 20        | 5         | 6     | 2     | —              | —              | —          | —          | —               | —               | 26    | 7     |
| Атлетик Бильбао            | 2002/03                    | 14        | 0         | 2     | 2     | —              | —              | —          | —          | —               | —               | 16    | 2     |
| Атлетик Бильбао            | 2003/04                    | 14        | 1         | —     | —     | —              | —              | —          | —          | —               | —               | 14    | 1     |
| Атлетик Бильбао            | 2004/05                    | 12        | 3         | 4     | 0     | —              | —              | 2          | 0          | —               | —               | 18    | 3     |
| Атлетик Бильбао            | 2005/06                    | 17        | 0         | 2     | 0     | —              | —              | —          | —          | 2               | 0               | 21    | 0     |
| Всего за «Атлетик Бильбао» | Всего за «Атлетик Бильбао» | 372       | 101       | 41    | 11    | 8              | 2              | 7          | 2          | 2               | 0               | 430   | 116   |
| Всего за карьеру           | Всего за карьеру           | 384       | 107       | 41    | 11    | 8              | 2              | 7          | 2          | 2               | 0               | 442   | 122   |

(откорректировано по состоянию на 20 мая 2006)

### Две сборные
Герреро дебютировал за национальную команду Испании 27 января 1993 года, в товарищеской встрече против Мексики. Вместе со сборной Испании Юлен выступал на двух первенствах планеты и чемпионате Европы 1996.
Также Юлен выступал за сборную Страны Басков. Он является рекордсменом по количеству выступлений и забитых мячей в составе сборной.

#### Матчи и голы за сборную Испании
| №  | Дата             | Оппонент             | Счёт | Голы Герреро | Соревнование                                                      |
| 1  | 27 января 1993   | Мексика              | 1:1  | —            | Товарищеский матч                                                 |
| 2  | 24 февраля 1993  | Литва                | 5:0  | —            | Отборочный матч чемпионата мира по футболу 1994                   |
| 3  | 28 апреля 1993   | Северной Ирландия    | 3:1  | —            | Отборочный матч чемпионата мира по футболу 1994                   |
| 4  | 2 июня 1993      | Литва                | 2:0  | 2            | Отборочный матч чемпионата мира по футболу 1994                   |
| 5  | 8 сентября 1993  | Чили                 | 2:0  | 2            | Товарищеский матч                                                 |
| 6  | 22 сентября 1993 | Албания              | 5:1  | —            | Отборочный матч чемпионата мира по футболу 1994                   |
| 7  | 19 января 1994   | Португалия           | 2:2  | —            | Товарищеский матч                                                 |
| 8  | 2 июня 1994      | Финляндия            | 2:1  | —            | Товарищеский матч                                                 |
| 9  | 10 июня 1994     | Канада               | 2:0  | —            | Товарищеский матч                                                 |
| 10 | 17 июня 1994     | Южная Корея          | 2:2  | —            | Чемпионата мира по футболу 1994 (финальные игры, групповой этап)  |
| 11 | 27 июня 1994     | Боливия              | 3:1  | —            | Чемпионата мира по футболу 1994 (финальные игры, групповой этап)  |
| 12 | 7 сентября 1994  | Кипр                 | 2:1  | —            | Отборочный матч чемпионата Европы по футболу 1996                 |
| 13 | 30 ноября 1994   | Финляндия            | 2:0  | —            | Товарищеский матч                                                 |
| 14 | 17 декабря 1994  | Бельгия              | 4:1  | —            | Отборочный матч чемпионата Европы по футболу 1996                 |
| 15 | 18 января 1995   | Уругвая              | 2:2  | —            | Товарищеский матч                                                 |
| 16 | 22 февраля 1995  | Германия             | 0:0  | —            | Товарищеский матч                                                 |
| 17 | 29 марта 1995    | Бельгия              | 1:1  | 1            | Отборочный матч чемпионата Европы по футболу 1996                 |
| 18 | 7 июня 1995      | Армения              | 1:0  | —            | Отборочный матч чемпионата Европы по футболу 1996                 |
| 19 | 6 сентября 1995  | Кипр                 | 6:0  | 1            | Отборочный матч чемпионата Европы по футболу 1996                 |
| 20 | 20 сентября 1995 | Аргентина            | 2:1  | 1            | Товарищеский матч                                                 |
| 21 | 7 февраля 1996   | Норвегия             | 1:0  | —            | Товарищеский матч                                                 |
| 22 | 24 апреля 1996   | Норвегия             | 0:0  | —            | Товарищеский матч                                                 |
| 23 | 9 июня 1996      | Болгария             | 1:1  | —            | Чемпионат Европы по футболу 1996 (финальные игры, групповой этап) |
| 24 | 18 июня 1996     | Румыния              | 2:1  | —            | Чемпионат Европы по футболу 1996 (финальные игры, групповой этап) |
| 25 | 4 сентября 1996  | Фарерские Острова    | 6:2  | —            | Отборочный матч чемпионата мира по футболу 1998                   |
| 26 | 9 ноября 1996    | Чехия                | 0:0  | —            | Отборочный матч чемпионата мира по футболу 1998                   |
| 27 | 13 ноября 1996   | Словакия             | 4:1  | —            | Отборочный матч чемпионата мира по футболу 1998                   |
| 28 | 14 декабря 1996  | Югославия            | 2:0  | —            | Отборочный матч чемпионата мира по футболу 1998                   |
| 29 | 18 декабря 1996  | Мальта               | 3:0  | 3            | Отборочный матч чемпионата мира по футболу 1998                   |
| 30 | 12 февраля 1997  | Мальта               | 4:0  | —            | Отборочный матч чемпионата мира по футболу 1998                   |
| 31 | 3 июня 1998      | Северной Ирландия    | 4:1  | —            | Товарищеский матч                                                 |
| 32 | 24 июня 1998     | Болгария             | 6:1  | —            | Чемпионата мира по футболу 1998 (финальные игры, групповой этап)  |
| 33 | 5 июня 1999      | Сан-Марино           | 9:0  | —            | Отборочный матч чемпионата Европы по футболу 2000                 |
| 34 | 18 августа 1999  | Польша               | 2:1  | —            | Товарищеский матч                                                 |
| 35 | 4 сентября 1999  | Австрия              | 3:1  | —            | Отборочный матч чемпионата Европы по футболу 2000                 |
| 36 | 8 сентября 1999  | Кипр                 | 8:0  | 3            | Отборочный матч чемпионата Европы по футболу 2000                 |
| 37 | 10 октября 1999  | Израиль              | 3:0  | —            | Отборочный матч чемпионата Европы по футболу 2000                 |
| 38 | 17 ноября 1999   | Аргентина            | 0:2  | —            | Товарищеский матч                                                 |
| 39 | 2 сентября 2000  | Босния и Герцеговина | 2:1  | —            | Отборочный матч чемпионата мира по футболу 2002                   |
| 40 | 7 октября 2000   | Израиль              | 2:0  | —            | Отборочный матч чемпионата мира по футболу 2002                   |
| 41 | 11 октября 2000  | Австрия              | 1:1  | —            | Отборочный матч чемпионата мира по футболу 2002                   |

Итого: 41 матч / 13 голов; 30 побед, 10 ничьих, 1 поражение.
(откорректировано по состоянию на 11 октября 2000)

## Характеристика
На поле Юлен выступал в роли плеймейкера. В своё время вместе с Предрагом Миятовичем считался одним из самых перспективных атакующих полузащитников. Герреро прекрасно играл головой и забил множество мячей, играя на втором этаже. Во время игры он никогда не терял концентрации и всегда брал бразды правления на поле в свои руки, когда команда в этом более всего нуждалась.

## Личная жизнь
Юлен родился в городе Португалете, неподалёку от Бильбао. Учился там же, в колледже Санта-Мария.
Герреро открыл собственный ресторан в Бильбао, который назвал своим именем — Юлен Герреро. Также, он работал обозревателем на сайте «Евроспорт».
Сейчас Юлен живёт в Коста-дель-Соль, где работает в детско-юношеской футбольной школе. Кроме того, он выступает за команду ветеранов Испании. В составе сборной выступал на Кубке Легенд 2009, розыгрыш которого проходил в Москве.
Его младший брат, Хосе Феликс, также был профессиональным футболистом. Игрок выступал на позиции полузащитника. За свою карьеру он успел поиграть за такие клубы, как «Бильбао Атлетик», «Эйбар», «Расинг» Сантандер и «Реал Сосьедад».